# Мельник Мойсей Іонович
Мойсей Іонович Мельник (22 березня 1898 року, Бобруйск Мінської губернії — 22 грудня 1937 року, Київ) — лікар-інфекціоніст, мікробіолог. Доктор медичних наук (1937).

## Біографія
Працював у Пастерівському інституті в Парижі. Після цього досліджував та широко впроваджував в Україні фаготерапію.
У 1929 році Мойсей Іонович Мельник та його колеги розпочали підбирати фаги для терапії та профілактики дизентерії. Між 1929 і 1935 роками харківський колектив здійснював регулярні експедиції на Донбас, де вони виявили часті спалахи скарлатини, черевного тифу та дизентерії. Вони встановили міцні зв'язки з лікарнями в Сталіно (нині Донецьк), Алчевську, Риковому та Красному Лучі, а також співпрацювали з місцевими лікарями. Колектив випробував кілька методів лікування, зокрема два типи вакцини проти тифу, сироватку проти скарлатини та бактеріофаг проти дизентерії. Був створений фаг проти штаму Шига дизентерійної палички (зараз класифікується як Shigella dysenteriae), типової для Донбасу. Слідом за д'Ерелем Мельник виділив бактеріофаги з місцевих вод — річки Донець та відстійника (емшеру) для очищення стічних вод в Ізюмі. Він додав зразки води до культур різних підвидів бактерій Шига, вирощених на агарі з фекалій пацієнтів, і переніс їх у середовище на основі м'ясного бульйону. Фаги лізували бактерії, перетворюючи каламутну культуру на прозору. На цьому етапі фахівці змішували отриману рідину з іншими очищеними культурами та пропускали їх через бактеріальний фільтр, який затримував бактерії й сміття, але пропускав фаг. Таким чином досягалось декілька цілей — вирощувалися місцеві фаги проти місцевих штамів, та досягалася висока специфічність дії фагів. В результаті суміш містила суміш фагів, дієвих проти різних підвидів палички Шига, що дало можливість створити «полівалентний» фаг для лікування різноманітних місцевих пацієнтів.
Основну частину лікування проводили самі лікарі в невеликих лікарнях Донбасу. Вони повідомляли про випадки Мельнику, який зібрав результати та створив загальну картину з 282 пролікованих пацієнтів і 1059 контрольних, які не отримували фаг. Смертність, хоча і була рідкісною для дизентерії, у пацієнтів, які отримували фаги, знизилася вдвічі, а четверо пацієнтів, які померли після фаготерапії, були проліковані на дуже пізніх стадіях хвороби. Одужання наставало швидше при лікуванні фагами: п'ятдесят п'ять відсотків пацієнтів виписувалися протягом чотирьох днів, порівняно з дев'ятнадцятьма відсотками в контрольній групі. Таким чином, випробування були багатонадійними, але не бездоганними, і Мельник розробив нові схеми лікування. Під його керівництвом лікарі давали пероральні фагові препарати з газованою водою, щоб знизити кислотність шлунка, яка, як вважалося, заважала лікуванню. Лікарям було наказано призначати фаги на якомога більш ранній стадії хвороби. Реагуючи на їхній зворотний зв'язок, Мельник наполягав на повному голодуванні пацієнтів у день першого введення фага, а також на подальшому дотриманні суворої дієти. У гіпертоксичних випадках він рекомендував поєднувати фаготерапію з ін'єкціями протидизентерійної сироватки. Вважалося, що остання бореться з токсинами, які виділяють бактерії, але вона не завжди працювала сама по собі та часто викликала імунну реакцію. Ключовою перевагою фаготерапії, з іншого боку, була не лише її очевидна дієвість, але й відсутність побічної дії. Слідом за швидким поліпшенням наставало повне одужання в середньому за 2-3 доби замість 8-10 днів. Великий досвід успішного застосування дизентерійного бактеріофага в лікуванні та профілактиці бактеріальної дизентерії дав змогу в 1936-1939 рр. офіційно рекомендувати його як засіб боротьби з епідеміями дизентерії.
Для Мельника ці перші випробування були значною мірою успішними та виявили деякі ключові принципи для подальшого використання фагів. Фаготерапію потрібно було розпочинати на ранніх стадіях, щоб вона була найбільш дієвою; її потрібно було пристосовувати до штамів бактерій, присутніх в епідемічному регіоні; і хоча полівалентна суміш мала практичні переваги, оскільки могла допомогти більшій кількості пацієнтів, вона все одно повинна була ґрунтуватися на місцевих штамах. Натхнений цими результатами, Мельник розширив сферу своєї роботи до фагової профілактики дизентерії у дітей, випробовуючи одноразові дози полівалентного фага, коли в спекотну погоду очікувалася «літня діарея». Крім того, разом з адміністрацією Інституту Мечникова Мельник продовжував розбудовувати мережу контактів з лікарями, органами охорони здоров'я та іншими мікробіологами через мережу Інститутів мікробіології та епідеміології.
У 1935–37 він – директор Всеукраїнського інституту бактеріології, епідеміології та серотерапії імені Мечникова (нині Інститут мікробіології та імунології НАМНУ, Харків). 2 серпня 1937 року був заарештований, 20 листопада того ж року за звинуваченням в участі у «правотроцькістській організації» засуджений до розстрілу.  Серед дико абсурдних, але типових звинувачень, ретельно перелічених у справах НКВС, його звинуватили у «проведенні диверсій у мікробіології з використанням препаратів бактеріофага, виготовленні препаратів для бактеріологічної війни» та вербуванні мікробіологів, невдоволених політикою партії. Він нібито був "активним учасником антирадянської терористичної, шпіонської троцькістської організації, проводив контрреволюційну розвідувальну діяльність за завданням германської розвідки". Реабілітований у 1956 році.

## Наукові праці
- «Специфічна терапія дизентерії бактеріофагом»// ВД. 1930. № 9 (у співавторстві);
- «Спроба вживання бактеріофага для лікування черевного тифу» // «Профілактична медицина». 1930. №5;
- "Бактеріофаг при дизентерії". Харків, 1935 (у співавторстві);
- «Коли й кого досліджувати на тифозне носійство» // «Аннали Мечниковського інституту». 1935. Т. 2, вип. 1;
- «Про феномен, виявлений щодо дії лизозима» // «Аннали Мечниковського інституту». 1936. Т. 3, вип. 1;
- «Активна імунізація проти ботулізму» // «Аннали Мечниковського інституту». Т. 4, вип. 1 (у співавторстві).